# La Trinitaria (Chiapas)
Pour les articles homonymes, voir Trinitaria.
La Trinitaria est une municipalité du Chiapas, au Mexique. Elle couvre une superficie de 1 840,7 km2 et compte 76 917 habitants en 2015.